# Conferencia de Bandung

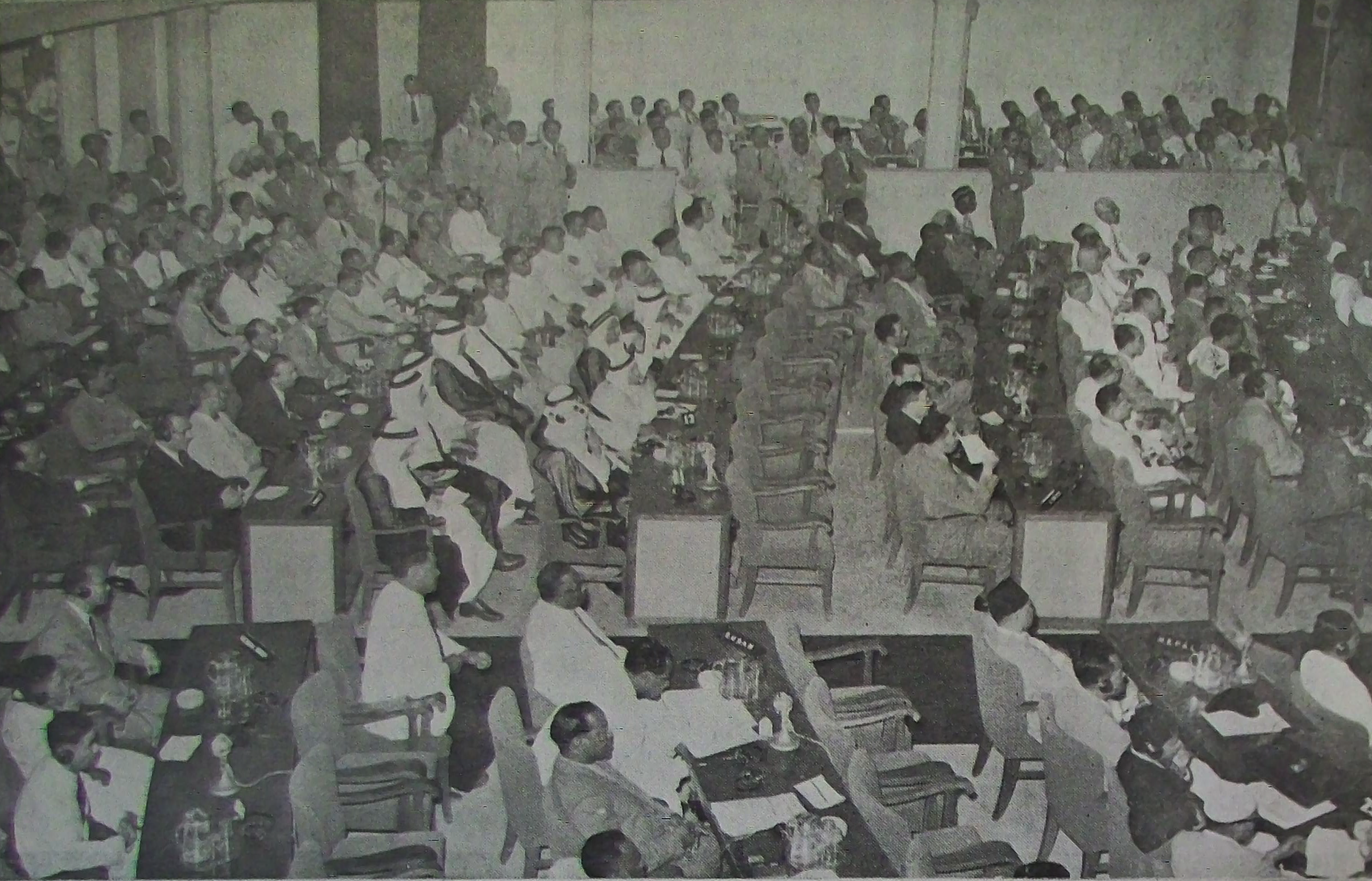
Sesión plenaria durante la Conferencia de Bandung.

Países participantes.

La Conferencia de Bandung, celebrada entre el 18 de abril y el 24 de abril de 1955 en Bandung, Indonesia, fue una reunión de Estados asiáticos y africanos, la mayoría de los cuales acababan de acceder a la independencia. Fue organizada por los independentistas: Gamal Abdel Nasser, presidente de Egipto, Jawaharlal Nehru, de India, y Sukarno, jefe de Estado de Indonesia, además de los líderes de Pakistán, Birmania y Ceilán (actual Sri Lanka). Estos últimos cinco países asiáticos invitaron a otros veinticinco a participar en la conferencia.
El objetivo declarado de la conferencia era el promover la cooperación económica y cultural afroasiática, en oposición al colonialismo y el neocolonialismo de las antiguas metrópolis y los Estados Unidos. La conferencia fue un paso hacia la constitución del Movimiento de Países No Alineados (MPNA). Ambas iniciativas se desarrollaron en paralelo durante la década del 60, inclusive llegando a confrontarse la una con la otra previo a la 2.ª conferencia del MPNA de 1964 en Cairo.
Para celebrar el aniversario número 50 de la Conferencia, los jefes de Estado y de Gobierno de países asiáticos y africanos se reunieron en una Encuentro Asia-África entre el 20 y el 24 de abril de 2005 en Bandung y Yakarta. Algunas sesiones de la nueva conferencia tuvieron lugar en el Gedung Merdeka (Edificio de la Independencia), sitio de la conferencia original. Esta nueva reunión concluyó con el establecimiento de una Nueva Alianza Estratégica Afroasiática.

## Declaración
Se acordaron una serie de principios que debían guiar las relaciones internacionales de los integrantes del Movimiento de Países No Alineados, fundado en su espíritu en esta conferencia: 
1. Respeto por los derechos fundamentales del hombre y el ciudadano, para los fines y principios de la Carta de las Naciones Unidas y las organizaciones de respeto internacional.
2. Respeto para la soberanía y la integridad territorial de todas las naciones.
3. Reconocimiento de la igualdad de todas las razas y de todas las naciones, grandes y pequeñas.
4. Abstención de intervenciones o interferencia en los asuntos internos de otros países.
5. Respeto al derecho de toda nación a defenderse por sí sola o en colaboración con otros Estados, en conformidad con la Carta de las Naciones Unidas.
6. Abstención de participar en acuerdos de defensa colectiva con vistas a favorecer los intereses particulares de una de las grandes potencias.
7. Abstención por parte de todo país a ejercitar presión sobre otros países.
8. Abstención de actos o de amenaza de agresión y del uso de la fuerza en los cotejos de la integridad territorial o de independencia política de cualquier país.
9. Composición de todas las vertientes internacionales con medios pacíficos, como tratados, conciliaciones, arbitraje o composición judicial, así como también con otros medios pacíficos, según la libre selección de las partes en conformidad con la Carta de las Naciones Unidas.
10. Promoción del interés y de la cooperación recíproca.
11. Respeto por la justicia y las obligaciones internacionales.
12. Hacer valer las creencias de las distintas culturas internacionales del Movimiento.

La conferencia se organizó en tres comisiones de trabajo: una política, una económica y una cultural. El comunicado final elaborado por los participantes recogió las conclusiones de la conferencia sobre cooperación económica, cooperación cultural, derechos del hombre, autodeterminación, problemas de los pueblos dependientes, la promoción de la paz y la cooperación mundiales con los principios de la coexistencia pacífica, así como una condena de a la llamada discriminación racial. 

## Participantes
Entre los países y colonias participantes se encontraron:
- Afganistán
- Arabia Saudita
- Birmania
- Bután
- Camboya
- Ceilán
- China
- Chipre (colonia británica)
- Costa de Oro (colonia británica)
- Egipto
- Etiopía
- Filipinas
- India
- Indonesia
- Irak
- Japón
- Jordania
- Laos
- Líbano
- Liberia
- Libia
- Nepal
- Pakistán
- Persia
- Siria
- Sudán
- Tailandia
- Turquía
- Vietnam del Norte
- Vietnam del Sur
- Yemen